# Boötes supercluster
De Boötes Supercluster is een supercluster in het sterrenbeeld Ossenhoeder. De supercluster ligt even buiten het Pisces-Cetus Supercluster Complex achter de Boötes Void.